# Британо-китайские отношения
Брита́но-кита́йские отноше́ния — двусторонние отношения между Великобританией и Китаем.

## История

### Первые контакты
В конце XVI — начале XVII века англичане делали безуспешные попытки проникновения в Китай. В частности в 1637 году английские вооружённые торговые корабли попытались подойти к Макао, однако их не допустили португальцы, арендовавшие этот торговый порт. Тогда англичане направились к Кантону (современный Гуанчжоу), где им было разрешено торговать.

### Великобритания и династия Цин (1644—1911)
В 1687 году китайский мандарин Майкл Шен Фу-Цун (Michael Shen Fu-Tsung) посетил Англию и встречался с королём Яковом II.
В 1784 году в отношениях Англии и Китая имел место инцидент, связанный с гибелью китайских моряков по вине члена экипажа британского корабля. 24 ноября 1784 года датский корабль выходил со стоянки недалеко от Кантона и находившееся неподалёку британское судно Lady Hughes дало салют. В этот момент рядом оказалась лодка, и трое китайских моряков на её борту получили серьёзные ранения, позже двое из них скончались. Артиллерист британского судна был задержан и казнён. Британцы раскритиковали решение китайских властей.
В 1792 году Китай посетил британский посланник виконт Джордж Макартни для переговоров о торговых преференциях для британских предпринимателей. В 1816 году с этой же целью в Китай было направлено посольство Уильяма Амхерста. Однако обе миссии потерпели неудачу.
Особенностью торговых европейско-китайских отношений того времени было то, что Китай продавал западным странам чай, фарфор и шёлк, но отказывался покупать западные товары. Однако с 1773 года британская Ост-Индская компания имела монополию на закупку опиума, который выращивали в индийской провинции Бенгалия. В 1775 году эмиссары компании начали нелегальную продажу опиума в Китай, реализовав в течение года 1,5 тонны. К 1830 году годовые продажи составляли 1500 тонн. К 1833 году англичане достигли положительного торгового баланса с Китаем исключительно при помощи опиума.
Несмотря на принимаемые китайскими властями антинаркотические меры, в потребление опиума были вовлечены миллионы граждан всех сословий, включая военных, чиновников, представителей аристократии.

В 1839 году на пост чрезвычайного представителя по борьбе с контрабандой опиума назначили Линь Цзэсюя, который поручил конфисковывать опиум у контрабандистов. Вскоре император Даогуан объявил о полном закрытии страны для иностранных торговцев. После этого началась Первая опиумная война. Имевшие техническое преимущество англичане одержали в ней победу. По Нанкинскому договору 1842 года к Великобритании отошёл Гонконг, Пекин открывал ещё четыре порта (кроме Кантона) для иностранной торговли, выплачивал контрибуцию и компенсацию за изъятый у контрабандистов опиум. В 1843 году между Лондоном и Пекином был дополнительно подписан Хумэньский договор, по которому британцы получили право свободного проживания в Китае, экстерриториальность и режим наибольшего благоприятствования в торговле.
В 1845 году в Шанхае была образована британская концессия (поселение), в 1863 году объединившаяся с американской в Шанхайский международный сетлмент (существовал до 1943 года).
В 1850 году в Китае началось восстание тайпинов. Воспользовавшись кризисом в стране, англичане, французы и американцы выдвигали требования по расширению прав для торговцев, учреждению посольств в Пекине, а также добивались официального разрешения на торговлю опиумом. Однако получали отказы китайских властей.

В 1856 году китайцы задержали плывшее под британским флагом судно Arrow из-за подозрений в пиратстве, контрабанде и торговле опиумом. После этого инцидента Великобритания объявила Китаю войну, в которой также участвовали французы. В 1858 году после проигрыша сражения за форты Дагу Пекин пошёл на подписание Тяньцзиньских трактатов, по которым иностранцы могли открывать посольства в Пекине и получали новые порты для торговли. В 1860 году войну завершил Пекинский трактат: китайская сторона вновь выплатила контрибуцию, открыла для иностранцев город Тяньцзинь, иностранцы могли использовать китайцев как рабочую силу в своих колониях, к англичанам отошла южная часть Цзюлунского полуострова.
26 марта 1861 года в Пекине открылась британская дипломатическая миссия.

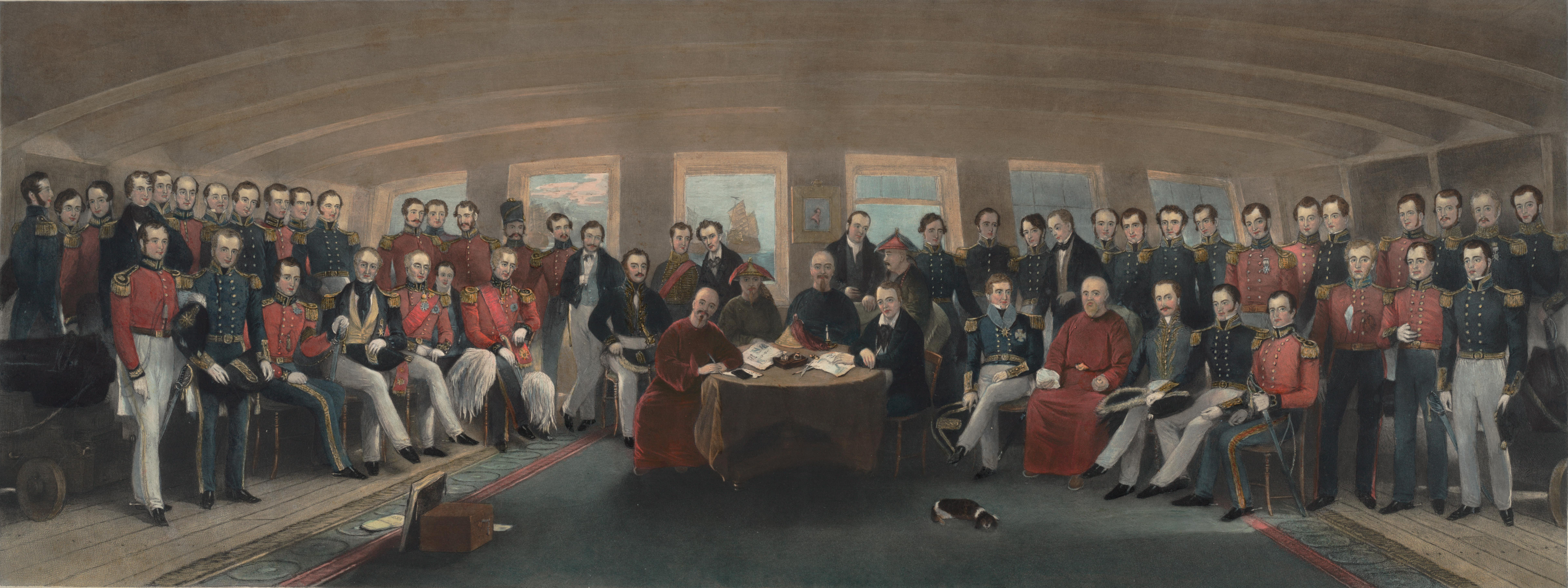
Подписание Нанкинского договора, картина, написанная по гравюре Джона Бернета, XIX век

В 1875 году китайско-британские отношения обострились после убийства в Юньнане британского консульского переводчика Августа Маргари. В 1876 году была подписана Чифуская конвенция, включившая в себя ряд пунктов, не связанных с инцидентом, но приведшая к разрешению кризиса. Китай открыл для английской торговли новые порты (Ичан, Уху, Пакхой и Веньчжоу), Англия получила контрибуции, смогла посылать в Чунцин должностных лиц для наблюдения за условиями британской торговли в Сычуани и др.
В 1877 году в Лондоне открылась первая постоянная китайская дипломатическая миссия.
Пекинская конвенция 1886 года содержала признание Китаем верховной власти Англии над Бирмой. Спустя два года Китай признал британский сюзеренитет над северным Сиккимом, подписал соглашение о расширении Гонконга, также британцы получили в аренду гавань Вэйхай.
В 1898—1901 годах в Китае разгорелось Ихэтуаньское восстание против иностранного вмешательства во внутренние дела страны, в подавлении которого принимали участие англичане (около 12 тыс. человек).
В 1906 году была подписана «Китайско-английская конвенция о Тибете и Индии», признавшая вассальную зависимость Тибета от Китая.

### Великобритания и Китайская республика (1912—1949)
В 1911—1913 годах в Китае произошла революция, в результате которой Цинская империя прекратила своё существование и была создана Китайская республика, существовавшая до 1949 года. Этот период в истории страны характеризуется внутренними противоречиями, некоторое время страна была поделена на части различными военными группировками. Англичане начали утрачивать своё влияние в регионе.
В 1922 году Великобритания подписала Договор девяти держав о Китае, который формально провозглашал принцип уважения суверенитета, территориальной и административной неприкосновенности Китая.
30 мая 1925 года в Шанхае британская полиция открыла огонь по участникам китайской патриотической демонстрации. Инцидент спровоцировал начало протестов против засилья иностранцев, известное как «Движение 30 мая».
В ходе китайской революции 1925—1927 годов были захвачены английские концессии в Ханькоу (часть современного Уханя) и Цзюцзяне. Правительство Великобритании заявило о своей готовности пересмотреть неравноправные договоры, навязанные Англией Китаю.
В 1930 году порт Вэйхай был возвращён Китаю.
Англо-китайский договор 1943 года отменил право экстерриториальности для англичан в Китае.
Великобритания оказывала поддержку Китаю во время Второй мировой войны.

### Великобритания и Китайская Народная Республика (с 1949 года)
6 января 1950 года Великобритания признала Китайскую Народную Республику.
17 июня 1954 года страны установили дипломатические отношения на уровне временных поверенных в делах, которые были повышены до уровня послов 13 марта 1972 года.
В 1954 году делегация британской Лейбористской партии, в которую входил бывший британский премьер Клемент Эттли, посетила Китай. Эттли стал первым высокопоставленным западным политиком, встретившимся с Мао Цзэдуном.
Вторая половина 1960-х годов была ознаменована антибританскими протестами в Гонконге.

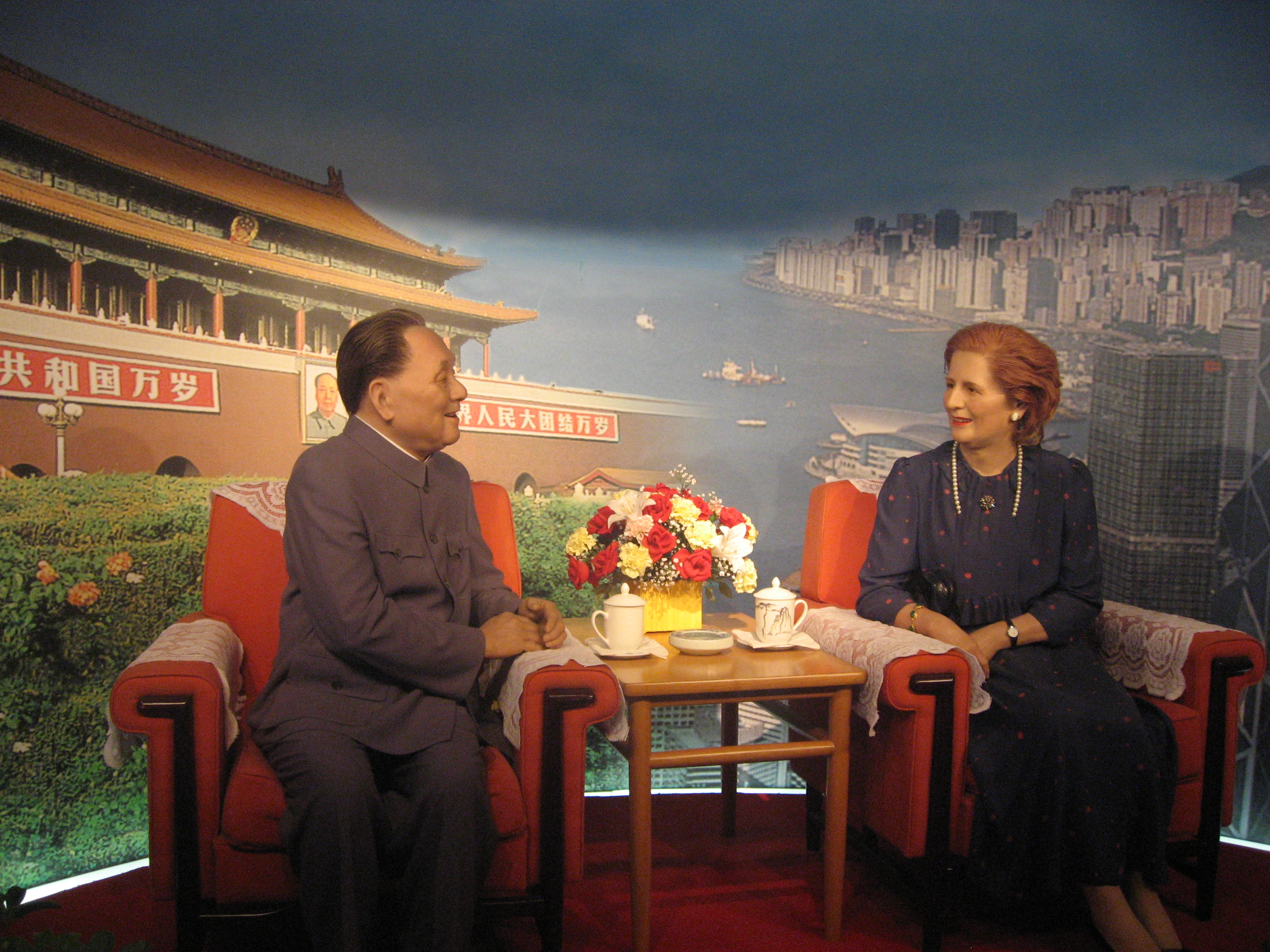
Председатель ВКНПК Дэн Сяопин и премьер-министр Великобритании Маргарет Тэтчер в Пекине 24 сентября 1982 года

В декабре 1984 года была подписана Объединённая китайско-британская декларация по вопросу передачи Гонконга. После этого британо-китайские отношения начали активно развиваться, о чём свидетельствуют двусторонние визиты на высшем уровне и ряд соглашений о сотрудничестве в различных областях.
В 1989 году после событий на площади Тяньаньмэнь Великобритания ввела санкции в отношении Китая, что привело к сокращению сотрудничества.
В 1994 году британская сторона продвигала пакет политических реформ в Гонконге, который противоречил Объединённой декларации 1984 года и ряду других двусторонних документов, что также негативно влияло на двусторонние отношения.
После прихода к власти в Великобритании в 1997 году лейбористов началось потепление отношений. 1 июля 1997 года произошла передача Гонконга под власть КНР.
В 1998 году было объявлено об установлении между странами всеобъемлющего партнёрства, в 2004 году — всеобъемлющего стратегического партнёрства.
В 2008 году Великобритания признала Тибет неотъемлемой частью КНР.
В 2020 году британские власти осудили принятие Китаем закона об обеспечении национальной безопасности в Гонконге, отметив, что документ является грубым нарушением положений китайско-британской декларации о передаче Гонконга КНР. В 2021 году правительство Бориса Джонсона запустило программу для гонконгцев, в соответствии с которой им предоставляется возможность учиться и работать в Великобритании. По данным на конец марта 2024 года, в Великобританию из Гонконга прибыло около 144 400 человек.
В 2021 году Великобритания ввела санкции в отношении ряда китайских физических и юридических лиц из-за проблемы «прав человека» в Синьцзян-Уйгурском автономном районе. В ответ Китай ввёл санкции против британских физических и юридических лиц из-за «лжи и дезинформации» вокруг Синьцзян-Уйгурского автономного района.
Летом 2023 года британский парламент впервые назвал Тайвань независимой страной в официальном документе: формулировка была использована в докладе комитета по иностранным делам нижней палаты парламента на фоне визита в Китай главы британского МИД Джеймса Клеверли.
В январе 2024 года Министерство государственной безопасности КНР заявило, что раскрыло дело об использовании британской разведывательной службой МИ-6 гражданина третьей страны для шпионской деятельности против Китая.
В марте 2024 года Великобритания ввела санкции в отношении граждан КНР Чжао Гуанцзуна и Ни Гаобиня, якобы входящих в хакерскую группировку APT31, и компании «Ухань сяожуйчжи» из-за их причастности к кибератакам в отношении британских официальных лиц и учреждений.
В апреле 2024 года полиция Лондона предъявила обвинения британцам Кристоферу Берри и Кристоферу Кэшу в нарушении закона о государственной тайне в пользу Китая.
В мае 2024 года Лондон заявлял, что китайские хакеры взломали серверы Минобороны Великобритании.

## Политические контакты на высшем уровне
В октябре 1979 года премьер Госсовета КНР Хуа Гофэн посетил Великобританию.
В сентябре 1982 года и декабре 1984 года премьер-министр Великобритании Маргарет Тэтчер посещала Китай. Во время второго визита была подписана Объединённая китайско-британская декларация по вопросу передачи Гонконга.
В июне 1985 года премьер Госсовета КНР Чжао Цзыян и в июне 1986 года генеральный секретарь Центрального комитета Коммунистической партии Китая Ху Яобан нанесли визит в Великобританию.
В октябре 1986 года королева Великобритании Елизавета II совершила государственный визит в Китай.
В 1991 году визит в Китай нанёс премьер-министр Великобритании Джон Мейджор.
В 1998 году визитами обменялись премьер Госсовета КНР Чжу Жунцзи и премьер-министр Великобритании Тони Блэр.
В октябре 1999 года председатель КНР Цзян Цзэминь совершил государственный визит в Великобританию.
В сентябре 2002 года Чжу Жунцзи и Тони Блэр провели переговоры во время Всемирного саммита по устойчивому развитию в ЮАР.
В мае 2004 года премьер Госсовета КНР Вэнь Цзябао совершил официальный визит в Великобританию.
В июле 2005 года председатель КНР Ху Цзиньтао посетил выездную сессию G8 в Великобритании, в ноябре 2005 года он прибыл с государственным визитом.
В сентябре 2005 года премьер-министр Тони Блэр нанёс визит в Китай.
В сентябре 2006 года премьер Госсовета КНР Вэнь Цзябао посетил Великобританию с рабочим визитом.
В январе 2008 года премьер-министр Великобритании Гордон Браун посетил Китай с официальным визитом. В августе того же года Браун приезжал в Пекин на церемонию закрытия Олимпийских игр.
В январе 2009 года премьер Госсовета КНР Вэнь Цзябао совершил официальный визит в Великобританию.
В апреле 2009 года председатель КНР Ху Цзиньтао принял участие во втором финансовом саммите лидеров G20 в Лондоне и встретился с премьер-министром Гордоном Брауном и принцем Чарльзом.
В июне 2010 года председатель КНР Ху Цзиньтао встретился с премьер-министром Великобритании Дэвидом Кэмероном на саммите G20 в Торонто.
В ноябре 2010 года премьер-министр Великобритании Дэвид Кэмерон посетил Китай с официальным визитом.
В июне 2011 года премьер Госсовета КНР Вэнь Цзябао совершил официальный визит в Великобританию.
В декабре 2013 года премьер-министр Дэвид Кэмерон посетил Китай.
В июне 2014 года премьер Госсовета КНР Ли Кэцян с официальным визитом посещал Великобританию.
В марте 2015 года принц Уильям нанёс визит в Китай.
В октябре 2015 года председатель КНР Си Цзиньпин посетил Великобританию с государственным визитом.
В сентябре 2016 года председатель КНР Си Цзиньпин встретился с премьер-министром Великобритании Терезой Мэй, которая находилась в Китае для участия в саммите G20 в Ханчжоу.
В июле 2017 года председатель Си Цзиньпин провёл двустороннюю встречу с премьер-министром Великобритании Терезой Мэй на саммите G20 в Гамбурге.
В январе 2018 года премьер-министр Великобритании Тереза Мэй нанесла официальный визит в КНР.
Осенью 2018 года премьер Госсовета КНР Ли Кэцян встретился с Терезой Мэй на полях саммита «Азия—Европа» в Брюсселе.
В сентябре 2023 года премьер Госсовета КНР Ли Цян встретился с премьер-министром Великобритании Риши Сунаком во время саммита лидеров G20 в Нью-Дели.
В ноябре 2024 года в рамках саммита G20 в Рио-де-Жанейро состоялась встреча премьер-министра Великобритании Кира Стармера с лидером КНР Си Цзиньпином.

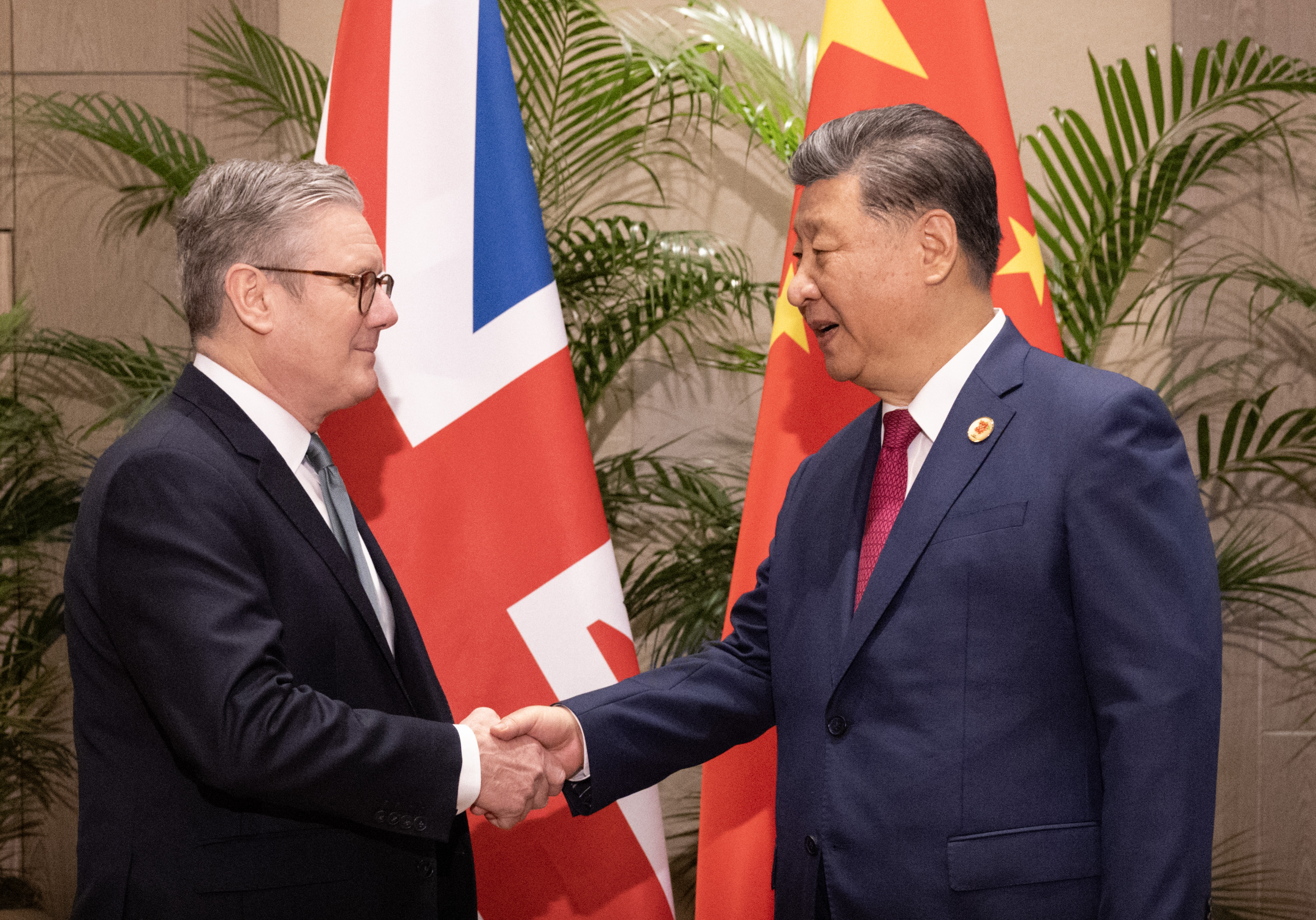
Встреча премьер-министра Великобритании Кира Стармера с лидером КНР Си Цзиньпином 18 ноября 2024 года

## Экономические связи
В 1950-х годах британские компании были одними из первых, кто начал торговать с коммунистическим Китаем.
При британском правительстве существовал Sino-British Trade Council, который содействовал британскому участию в торговых ярмарках и выставках в Китае.
В 1991 году была создана китайско-британская торговая группа. В 1998 году организация сменила название на Китайско-британский деловой совет.
В 2001 году было учреждено китайско-британское инвестиционное партнёрство.
В марте 2015 года Великобритания подала заявку на вступление в Азиатский банк инфраструктурных инвестиций и стала членом-учредителем АБИИ.
По данным МИД Китая, Великобритания является:
- третьим по величине торговым партнёром Китая в Европе;
- вторым по величине инвестиционным направлением;
- третьим по величине источником иностранных инвестиций.

Китай — крупнейший торговый партнёр Великобритании в Азии.
По данным МИД Китая, в 2022 году объём двусторонней торговли составил 103,3 млрд долларов (экспорт КНР — 81,5 млрд долларов, импорт КНР — 21,8 млрд долларов). По состоянию на конец 2022 года, объём двусторонних инвестиций составлял 51,02 млрд долларов (британские компании инвестировали 29,17 млрд долларов в Китай, китайские — 21,85 млрд долларов в Великобританию).
В 2023 году объём двусторонней торговли составил 97,9 млрд долларов (экспорт КНР — 77,9 млрд долларов, импорт КНР — 20 млрд долларов).
С января по сентябрь 2024 года объём двусторонней торговли достиг 72,53 млрд долларов (экспорт КНР — 58,08 млрд долларов, импорт КНР — 14,45 млрд долларов).
По данным Китайско-британского делового совета на ноябрь 2024 года:
- Китай является третьим по величине торговым партнёром Великобритании;
- Китай является шестым по величине экспортным рынком Великобритании;
- на Китай приходится 5 % общего объёма экспорта Великобритании;
- в 2000—2021 годах Китай инвестировал в Великобританию 79,6 млрд евро.

Более 500 китайских компаний работают в Великобритании.

## Сотрудничество в различных областях

### Оборона
В 2002 году между странами был запущен механизм оборонных консультаций. В 2002—2024 годах они проводились 10 раз.

### Образование
Великобритания является одной из европейских стран, которые развивают образовательное сотрудничество и обмены с Китаем.
В 2020 году Великобритания стала крупнейшим зарубежным направлением для китайских студентов.
По данным на 2024 год, в Великобритании действуют 30 Институтов Конфуция и 164 Класса Конфуция. Королевство занимает первое место среди европейских стран по их количеству.

### Культура
В 2012 году между Китаем и Великобританией был запущен механизм культурных обменов.

### Прочее
Великобритания и Китай также взаимодействуют в таких областях, как здравоохранение, научно-техническое сотрудничество, вопросы изменения климата.